# Чхиквадзе, Михаил Арчилович
Михаи́л Арчи́лович Чхиква́дзе (груз. მიხეილ არჩილის ძე ჩხიკვაძე; 19 мая [1 июня] 1903 или 1 июня 1903, Ананури, Мцхета-Мтианети — 22 февраля 1987, Тбилиси) — советский грузинский архитектор, член Союза архитекторов СССР (1941), заслуженный архитектор Грузинской ССР (1972).

## Биография
Родился в селе Ананури в семье церковного служителя (чтеца) Арчила Григорьевича Чхиквадзе.
Окончил Тбилисскую академию художеств и с 1933 преподавал в ней.
Обучался в аспирантуре Академии архитектуры СССР в Москве, получив стипендию имени Сталина для подготовки диссертации на степень доктора наук.
В 1941 году был принят в члены Союза архитекторов СССР.
В 1972 году был удостоен звания заслуженного архитектора Грузинской ССР; был награждён орденом «Знак Почёта» и многими медалями.

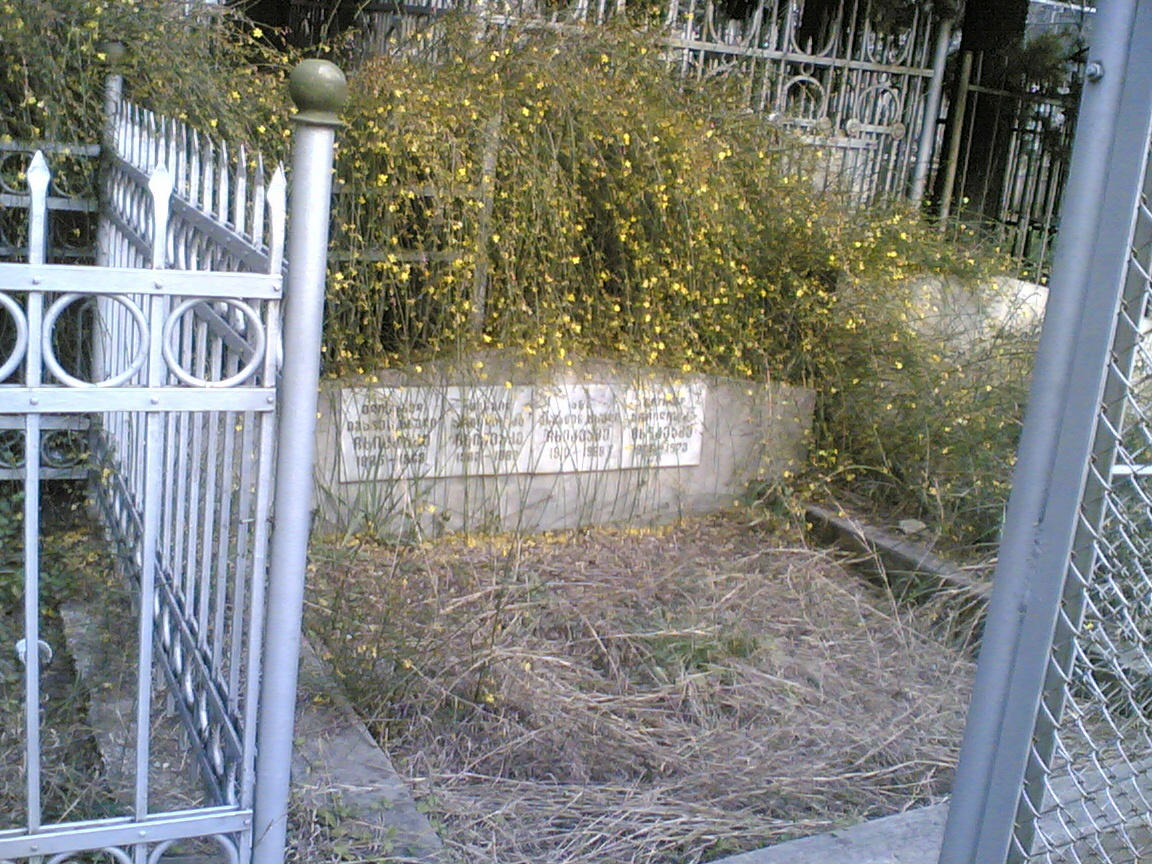
Могила на Кукийском кладбище

Скончался 22 февраля 1987 года в Тбилиси и был похоронен на Кукийском кладбище.

## Творчество

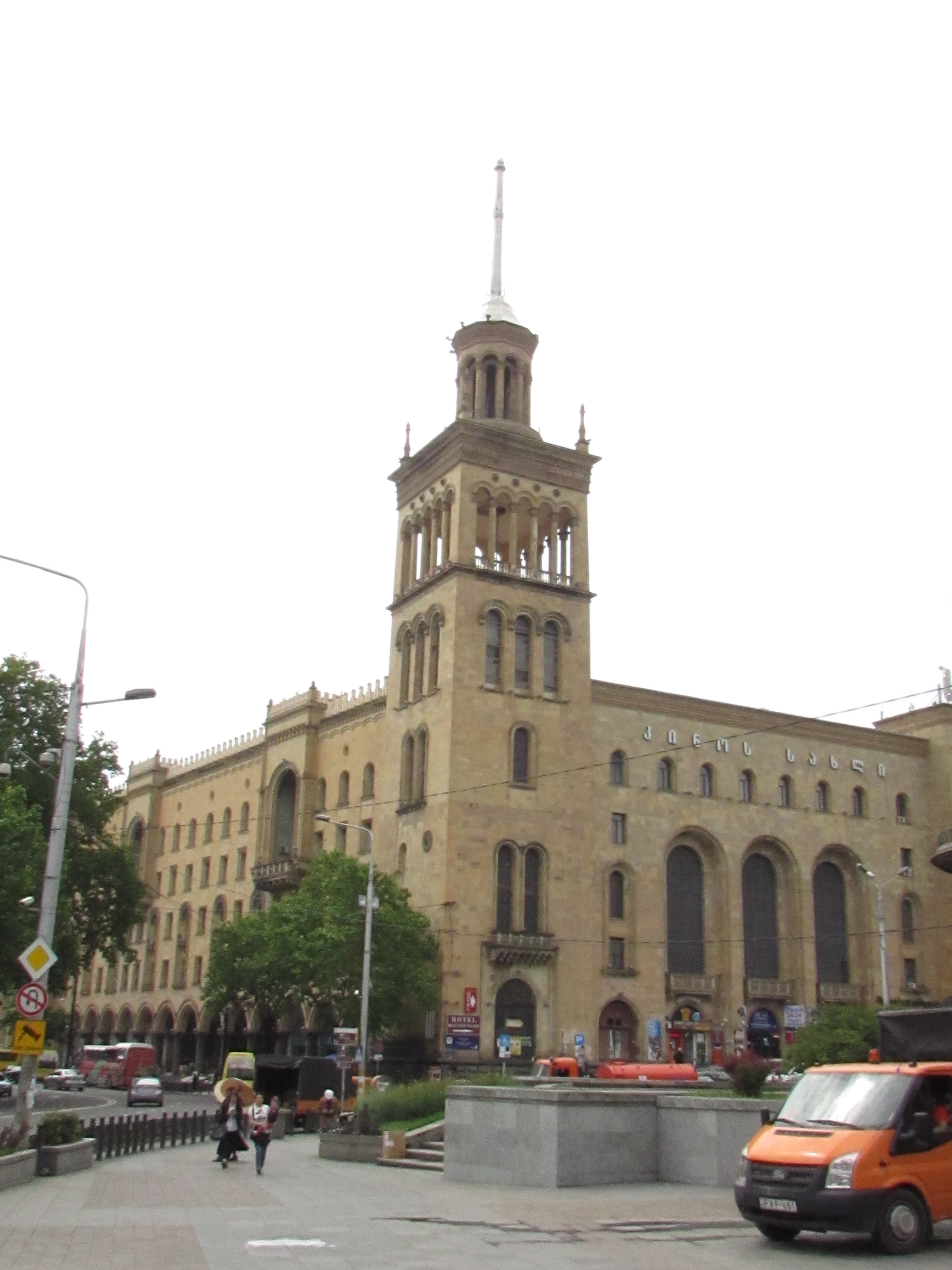
Академия Наук

- Здание радиостанции в Баку (1926),
- Здание драматического театра в Гори (1938, с Т. Тавадзе[вд]),
- Здание драматического театра в Сухуми (1952).
- Здание драматического театра в Чиатуре (1949, с К. В. Чхеидзе[вд],
- Здание Академии художеств в Тбилиси (1952, с А. Г. Курдиани и Л. З. Сумбадзе[вд]),
- Здание Грузугля в Тбилиси (1953, с К. В. Чхеидзе); в настоящее время здание принадлежит Академии наук Грузии.

## Семья
- Отец — Арчил Григорьевич Чхиквадзе, церковнослужитель
- Мать — Элизабет (Лиза) Гулашвили